# Szabireszu
Szabireszu (Šabirešu) – w 1 połowie I tys. p.n.e. miasto w północnej Mezopotamii, na drodze z centralnej Asyrii do Guzany. W źródłach asyryjskich wzmiankwane jest począwszy od panowania Adad-nirari III (810-782 p.n.e.). W jednym z listów z czasów panowania Sargona II (722-705 p.n.e.) mowa jest o urzędniku, który został wysłany do tego miasta, aby odebrać tam ludzi i woły przysłane z Guzany. Miasto identyfikowane jest ptzez niektórych uczonych ze współczesnym Basorin, leżącym na lewym brzegu Tygrysu, w pobliżu miejsca, gdzie stykają się ze sobą granice Turcji, Syrii i Iraku. Innym wysuwanym kandydatem jest stanowisko Tell al-Uwaynat, leżące na wschód od Eski Mosul i północny wschód od gór Dżabal Sindżar.